# جورج ووكر
جورج ووكر (بالإنجليزية: George Walker)‏ (1 يناير 1877 المملكة المتحدة - 1 يناير 1930) هو لاعب كرة قدم بريطاني.